# Agota Kristof
Ágota Kristóf (Csikvánd, Hungría, 30 de octubre de 1935 - Neuchâtel, Suiza, 27 de julio de 2011) (en húngaro, Kristóf Ágota) fue una escritora húngara que residió en Suiza y escribió sus obras en francés, 
idioma que ella calificó años después como «la lengua enemiga» en su libro La analfabeta.

## Biografía
Kristof nació en Csikvánd, Hungría, el 30 de octubre de 1935. Fue hija de Kálmán Kristóf, maestro de escuela, y de Antónia Turchányi, profesora de artes. Con 21 años se marchó de su país cuando la Revolución húngara de 1956 fue aplastada por las tropas del Pacto de Varsovia. Ella, su marido (que había sido su profesor de historia) y su hija de cuatro meses escaparon a Neuchâtel, en Suiza. Tras cinco años de exilio y soledad trabajando en una fábrica de relojes, dejó su trabajo y se separó de su marido. Kristof empezó a estudiar francés y comenzó a escribir novelas en ese idioma. Kristóf señaló: "Dos años en una prisión de la URSS habrían probablemente sido mejores que los cinco años en la fábrica en Suiza."
Murió el 27 de julio de 2011 en su casa de Neuchâtel. Su legado está en los Archivos Literarios Suizos de Berna, Suiza.

## Su obra
Sus primeros pasos como escritora fueron en el ámbito de la poesía y el teatro (John et Joe, Un rat qui passe), aunque sería su obra narrativa la que obtendría mayores reconocimientos. En 1986, aparece su primera novela, El gran cuaderno. La secuela, titulada La prueba, llegó dos años después. Hasta 1991 no aparece la tercera parte, bajo el título La tercera mentira. Los temas principales de esta trilogía son la guerra y la destrucción, el amor y la soledad, encuentros sexuales promiscuos, desesperanzados y en búsqueda de atención, el deseo y la pérdida, la verdad y la ficción. Agota Kristof recibió el premio europeo a la literatura francesa por El gran cuaderno. Esta novela ha sido traducida a más de 40 idiomas.   
En 1995 publicó una nueva novela, Hier (Ayer). Kristóf escribió también un libro llamado L'analphabète (La analfabeta), que se publicó en el 2004: se trata de un texto autobiográfico, que explora su amor por la lectura cuando era niña, y nos transporta con ella al internado, después a través de la frontera austriaca y hacia Suiza. Obligada a abandonar su país por el fracaso de la rebelión anticomunista, esperaba una vida mejor en Zürich.[cita requerida]
La mayoría de sus obras han sido publicadas por Editions du Seuil, en París.

## Obras

### Novelas
- El gran cuaderno (Le Grand Cahier), 1986. Primera parte de Claus y Lucas. Traducción de Ana Herrera Ferrer.
- La prueba (La Preuve), 1988. Segunda parte de Claus y Lucas. Traducción de Ana Herrera Ferrer.
- La tercera mentira (Le Troisième mensonge), 1991. Tercera parte de Claus y Lucas. Traducción de Roser Berdagué Costa.
- Ayer (Hier), 1995. Traducción de Ana Herrera. El Aleph, 2009. Traducción de Ana Herrera. Libros del Asteroide, 2021.

### Cuentos
- No importa o Da igual. Los veinticinco cuentos despiadados de Agota Kristof (C'est égal), 2005. Traducción de Julieta Carmona. El Aleph, 2008. Traducción de Rubén Martín Giráldez. Alpha Decay, 2021.

### Teatro
- John et Joe (1972).
- La Clé de l'ascenseur (1977).
- Un rat qui passe (1972; versión definitiva, 1984).
- La hora gris y otras obras (L'Heure grise ou le dernier client, 1975; versión definitiva, 1984). Traducción de José Ovejero. Sitara, 2020
- El monstruo y otras obras (Le Monstre et autres pièces, 2007). Traducción de José Ovejero. Sitara, 2020.

### Memorias
- La analfabeta. Relato autobiográfico (L’Analphabète), 2004. Traducción de Juli Peredajordi Salazar. Alpha Decay, 2015.

### Miscelánea
- Où es-tu Mathias?, 2006. Incluye el relato homónimo y la breve pieza teatral «Line, le temps».

## Premios
- 1986 Premio Europeo de Literatura Francesa por El gran cuaderno.
- 1988, Premio Schiller (premio de literatura suiza)
- 1988, Ruban de la Francophonie
- 1992, Prix du livre inter (premio literario de la radio francesa)
- 1998, Premio Alberto Moravia
- 2001 Premio Gottfried Keller
- 2005, Prix Schiller a toda su obra
- 2006, Preis der SWR-Bestenliste[6]
- 2008 Premio del Estado de Austria de Literatura Europea[7]
- 2009, Premio del instituto de Neufchâtel
- 2011, Premio Kossuth del Estado húngaro.[8]